# أنديرا فارما
إنديرا آن فارما (بالإنجليزية: Indira Anne Varma) (ولدت في 27 سبتمبر 1973 في سومرست) ممثلة إنجليزية من أب هندي هندوسي وأم سويسرية تخرجت من الأكاديمية الملكية للفنون المسرحية (رادا) في لندن في عام 1995. شاركت في عدد من الأدوار التلفزيونية والأفلام، بما في ذلك كاماسوترا: قصة حب في عام 1997 والعروس والتعصب في عام 2004. وأعمال أخرى هي خروج: الآلهه والملوك (2014).

## روابط خارجية
- أنديرا فارما على موقع IMDb (الإنجليزية)
- أنديرا فارما على موقع ألو سيني (الفرنسية)
- أنديرا فارما على موقع أول موفي (الإنجليزية)
- أنديرا فارما على موقع قاعدة بيانات الأفلام السويدية (السويدية)
- أنديرا فارما على موقع إن إن دي بي (الإنجليزية)
- أنديرا فارما على موقع ديسكوغز (الإنجليزية)
- أنديرا فارما على موقع قاعدة بيانات الفيلم (الإنجليزية)
- أنديرا فارما على موقع كينوبويسك (الروسية)